# Albert III. (Tirol)
Albert III. (Adalbert IV.  nach anderer Benennung und Zählweise) (* ca. 1182/1187; † 22. Juli 1253) war der letzte Graf von Tirol aus dem Geschlecht der Albertiner und Vogt von Trient. Ab 1210 war er auch Vogt von Brixen.

## Leben

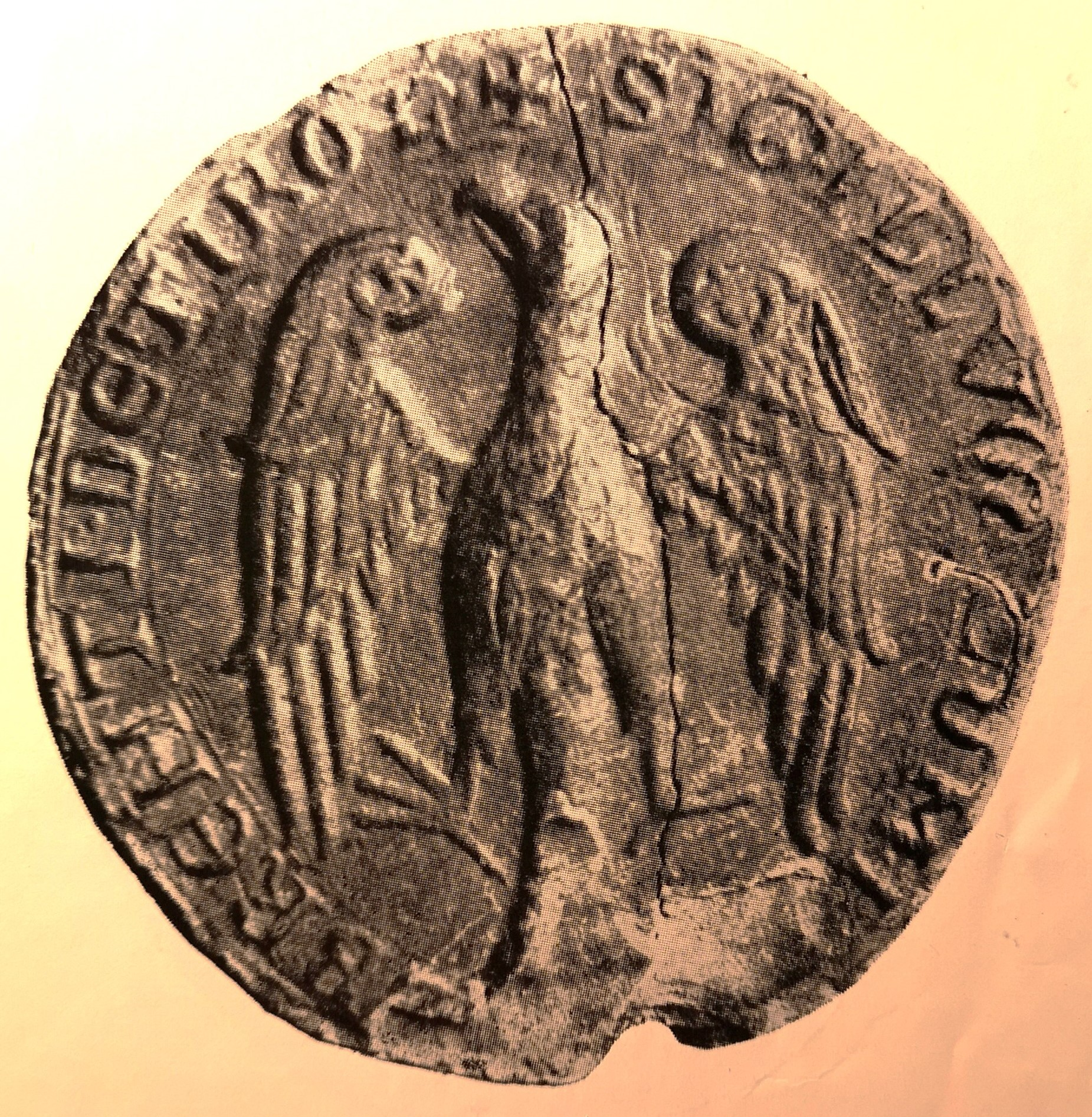
Zweites Siegel Alberts III. mit dem Tiroler Adler, verwendet in den Jahren 1211–1217

Er war der Sohn Graf Heinrichs I. von Tirol († 14. Juni 1190) und der Edlen Agnes von Wangen, Tochter von Graf Adalbero I.
Bei seiner ersten Erwähnung am 24. Juni 1190 nach dem Tod seines Vaters ist er noch minderjährig. Ende Januar 1202 erscheint er erstmals selbständig bei einem Friedensschluss des Patriarchen von Aquileia mit den Grafen von Görz. 1210 erhielt er von Bischof Konrad (I.) von Brixen die Vogtei über das Hochstift Brixen und übernahm die bisherigen Herrschaftsrechte in Nori- und Eisacktal der Grafen von Andechs-Meranien, die diese 1209 wegen ihrer Ächtung im Zusammenhang mit der Ermordung von König Philipp von Schwaben verloren hatten. Albert III. nahm  am Kreuzzug von Damiette teil, wahrscheinlich ab August 1218 (5. Kreuzzug 1217–1221). Der erste sichere Hinweis auf seine Rückkehr ist die Anwesenheit bei König Friedrich II. in Ulm im Dezember 1219. Bei Damiette (Ägypten) hat er an den Deutschen Orden zwei Höfe verschenkt, die seine Angehörigen erst nach seinem Tod übergeben.
Albert hatte keine Söhne; deshalb legte er die Erbberechtigung seiner beiden Töchter fest und verheiratete seine Tochter Elisabeth († 10. Oktober 1256) mit Herzog Otto II. von Andechs-Meranien († 19. Juni 1248), seine Tochter Adelheid († nach 20. Okt. 1278) mit Graf Meinhard III. von Görz († 1258) und schloss mit seinen Schwiegersöhnen gegenseitige Erbverträge. So erwarb er nach dem Tod seines Schwiegersohnes Otto 1248 den Tiroler Besitz der Andechser und im selben Jahr den der Grafen von Eppan von der Burg Hocheppan.
1252 griffen Graf Albert III. von Tirol und Graf Meinhard III. von Görz das Stiftland der Kirche von Salzburg an. Bei Greifenburg wurden sie von Herzog Bernhard von Kärnten und dessen Sohn Philipp von Spanheim, Elekt von Salzburg, besiegt und gefangen genommen. Gegen Abtretung wichtiger Besitzungen in Oberkärnten, hohem Lösegeld und Geiselstellung der beiden Söhne Meinhards bzw. Enkel Alberts kamen die beiden wieder frei. Die Söhne Meinhard und Albert von Meinhard III. waren allerdings bis 1259/1261 in Geiselhaft auf der Burg Hohenwerfen.
Albert III. starb am 22. Juli 1253 im Kirchenbann wegen Streitigkeiten mit dem Bischof von Freising. Papst Innozenz IV. verlangte mit einem empörten Schreiben vom 15. März 1254 die Leiche des exkommunizierten Grafen aus dem christlichen Friedhof auszugraben und wegzuschaffen. Ob diese Anordnung des im gleichen Jahr verstorbenen Papstes befolgt wurde, ist nicht bekannt. Das Verzeichnis der vom Schloss Tirol später in die Fürstengruft von Stams übertragenen Leichname nennt jedenfalls Graf Albert III. von Tirol. Sein Erbe traten seine Schwiegersöhne Meinhard III. von Görz (ab da meist mit Zusatztitel "von Tirol I.") und Gebhard VI. von Hirschberg, der zweite Gemahl Elisabeths, an. (Gebhards erste Ehe mit Elisabeth blieb kinderlos, so konnte Meinhards gleichnamiger Sohn später auch Gebhards Erbe erwerben.)
Albert hatte in Verbindung mit seinen Besitzungen die Vereinigung der Grafschaften im Gebirge zum Land Tirol fortgesetzt.  Am 10. November 1254 wurde dieses Gebilde im Meraner Schiedsspruch erstmals als „dominium“ oder „comecia Tyrolis“ bezeichnet.

## Familie
Albert war (ab ca. 1211) verheiratet mit Uta von Frontenhausen-Lechsgemünd († 1254), Tochter des Grafen Heinrich II. († 1208). Nachkommen:
- Adelheid von Tirol (* um 1218/20; † nach 20. Okt. 1278), ⚭ Graf Meinhard III. von Görz, ab 1256 Meinhard I. von Tirol († 22. Juli 1258)
- Elisabeth (* um 1220/25; † 10. Oktober 1256), 1239 I. ⚭ Herzog Otto II. von Meranien, Graf von Andechs († 1248); 1249 II. ⚭ Graf Gebhard VI. von Hirschberg († 1275)